# Хосе Антоніо Паес
Хосе Антоніо Паес (ісп. José Antonio Páez; 13 червня 1790 — 6 травня 1873) — герой боротьби Венесуели за незалежність; тричі займав пост президента країни.

## Біографія
Юнаком був пастухом, потім служив в армії та 1812 року вийшов у відставку у званні сержанта.
Коли виступ Болівара пожвавив венесуельських патріотів, Паес очолив пастухів Савани й 1813 року здобув першу перемогу поблизу Лас-Матас-Герреньяс. Невдовзі, внаслідок зради, Паес потрапив у полон, але його одразу ж викупили друзі.
З 1814 року розпочалась серія визначних битв з іспанцями, в яких Паес брав дієву участь під проводом Болівара. 1822 року він узяв штурмом Пуерто-Кабелло і став головнокомандувачем військових сил Венесуели та Колумбії. 1825 року його було звинувачено у зловживанні владою та усунуто від посади. Проте він організував спробу силового повернення до влади, в результаті якої став цивільним та військовим главою Венесуели й Колумбії.
1830 року він брав участь у процесі відокремлення Венесуели від Колумбії. Того ж року був обраний президентом Венесуели.
У 1839—1843 роках Паес вдруге очолив владу республіки.
1848 року Паес намагався через державний переворот знову захопити владу, але зазнав поразки, був заарештований та висланий з країни, після чого оселився в Нью-Йорку.
1858 року Паес знову став організатором заворушень у Венесуелі, в результаті чого отримав пост головнокомандувача Збройних сил, а 1861 року знову (втретє) був обраний президентом, проте вже не зміг відновити порядок у країні й відмовився від влади.
Паес написав автобіографію (Ramon Páez, Public life of José Antonio Páez, 1884; Michelena, Resumen de la vida militar y política del ciudadano esclarecido general José Antonio Páez, 1890).

## Цікаві факти
Автором його біографії був власний ад'ютант Скибицький Михайло Карлович.